# John Galliquio
John Christian Galliquio Castro (Pisco, 12 gennaio 1979) è un ex calciatore peruviano, di ruolo difensore.

## Carriera

### Club
Incomincia la sua carriera nelle giovanili dell'Universitario de Deportes.Nel 1999 si trasferisce all'America Cochahuayco con il cui vince la Seconda Divisione. Nel 2000 torna all'Universitario giocando la sua prima gara ufficiale nel Campeonato peruviano il 6 febbraio nel pareggio 0-0 contro il FBC Melgar. Due anni dopo viene trasferito al Cruz Azul in Messico, per poi andare nel 2003 al Racing Avellaneda in Argentina. Nel 2004 ritorna all'Universitario de Deportes dove resta fino al 2007 quando si trasferisce alla Dinamo Bucarest in Romania. A gennaio del 2009 ritorna nuovamente nell'Universitario.

### Nazionale
Galliquio conta con 31 presenze con la Nazionale peruviana. Giocò la sua prima partita il 30 marzo del 2003 persa contro il Cile per 2-0.

## Palmarès

### Club

#### Competizioni nazionali
- Campionato peruviano: 4

Universitario: 2000, 2002, 2009, 2013, 2015